# Marzieh Rasouli
Pour les articles homonymes, voir Rasouli.
Marzieh Rasouli est une journaliste et photographe iranienne, spécialiste des arts et de la culture pour plusieurs journaux de son pays. Elle est arrêtée à trois reprises et condamnée à deux ans de prison et 50 coups de fouet avant de voir sa peine réduite en appel. 

## Biographie
Rasouli rédige des articles sur la culture, les arts, la musique, en particulier dans des quotidiens plutôt réformateurs tels que Sharg (en), où elle participe à la rubrique musique, ou encore Etemad (en) ou Roozegar. Elle tient aussi un blog remarqué pour son humour, son regard décalé, et ses propos directs,.
Le 18 janvier 2012,  elle est arrêtée à son domicile tout comme deux consœurs — la  journaliste et militante pour les droits des femmes Parastoo Dokuhaki, et la photographe Sahamoddin Bourghani —,. Le site internet du Corps des Gardiens de la révolution islamique, Gerdab, publie alors un communiqué l'accusant de collaboration avec la BBC, avec les services de renseignement britanniques et avec les opposants au régime basés à l'étranger.  Elle est accusée en février de se livrer à de la propagande contre le régime et de perturber l'ordre public en participant à des rassemblements.  Après deux mois d'emprisonnement, elle est libérée contre une caution de 300 000 tomans (350 000 euros),. En 2014, elle annonce, le 7 juillet, sur Twitter avoir été condamnée à deux ans de prison et à cinquante coups de fouet,. Incarcérée le lendemain dans la prison d'Evin à Téhéran, elle voit sa peine réduite en appel à un an. Elle est libérée le 10 octobre 2014, sa peine ayant été réputée accomplie. Après sa libération, elle dénonce les arrestations arbitraires, en publiant sur son blog une lettre à Bahareh Hedayat, une étudiante et militante du droit des femmes condamnée à 10 ans de prison, et qu'elle a rencontrée dans les geôles iraniennes alors qu'elle en avait déjà effectué cinq.  
Son cas est dénoncé comme l'une des multiples atteintes à la liberté de la presse en Iran, mise en œuvre selon Amnesty International pour peser sur le résultat des élections parlementaires de mars 2012. Pen international, qui a lancé un appel à sa libération, rappelle que l'Iran est signataire du Pacte international relatif aux droits civils et politiques, qui interdit les détentions arbitraires ainsi que la torture et les traitements cruels, inhumains ou dégradants dont relève la peine du fouet. 